# Vassaraträsket
Vassaraträsket (lulesamiska: Váhtjerjávrre) är en sjö i Gällivare kommun i Lappland och ingår i Kalixälvens huvudavrinningsområde. Sjön ligger nära centrala Gällivare, har en area på 1,9 kvadratkilometer och ligger 355 meter över havet. Vassaraträsket ligger i Torne och Kalix älvsystem Natura 2000-område. Sjön avvattnas av vattendraget Vassaraälven (Toresjåkkå).

## Delavrinningsområde
Vassaraträsket ingår i det delavrinningsområde (745690-170903) som SMHI kallar för Utloppet av Vassaraträsket. Medelhöjden är 433 meter över havet och ytan är 16,82 kvadratkilometer. Räknas de 26 avrinningsområdena uppströms in blir den ackumulerade arean 352,74 kvadratkilometer. Vassaraälven (Toresjåkkå) som avvattnar avrinningsområdet har biflödesordning 3, vilket innebär att vattnet flödar genom totalt 3 vattendrag innan det når havet efter 233 kilometer. Avrinningsområdet består mestadels av skog (45 procent), sankmarker (21 procent) och kalfjäll (14 procent). Avrinningsområdet har 1,89 kvadratkilometer vattenytor vilket ger det en sjöprocent på 11,3 procent. Bebyggelsen i området täcker en yta av 1,32 kvadratkilometer eller 8 procent av avrinningsområdet.